# 葉鏜
葉鏜（1503年—？），字汝聲，江西廣信府上饒縣人，民籍，明朝政治人物。

## 生平
嘉靖十九年（1540年）庚子科江西鄉試第三十七名舉人。嘉靖二十年（1541年）中式辛丑科會試第一百四十九名，登第二甲第十五名進士。十一月改翰林院庶吉士，二十二年十一月授兵科給事中，嘉靖二十七年（1547年）十一月陞吏科右給事中，十二月升工科左，二十八年九月升户科都，三十一年五月升順天府府丞，三十五年二月升應天府府尹，三十七年四月升南京大理寺卿，三年秩满，三十八年十一月荫其子济美为国子生，三十九年十月改北大理寺卿，四十年三月升刑部右侍郎，九月升左侍郎，四十二年四月以考察調用南京。晋秩尚书，致仕归。

## 家族
曾祖葉志顯；祖父葉瓊，贈奉直大夫南京工部員外郎；父葉鵠，知府。前母毛氏（贈宜人）；母程氏（封宜人）。严侍下。弟葉钶。